# Sigmoilina
Sigmoilina es un género de foraminífero bentónico de la subfamilia Sigmoilinitinae, de la familia Hauerinidae, de la superfamilia Milioloidea, del suborden Miliolina y del orden Miliolida. Su especie tipo es Planispirina sigmoidea. Su rango cronoestratigráfico abarca desde el Burdigaliense (Mioceno inferior) hasta la Actualidad.

## Clasificación
Se han descrito numerosas especies de Sigmoilina. Entre las especies más interesantes o más conocidas destacan:
- Sigmoilina sigmoidea
- Sigmoilina victoriensis

Un listado completo de las especies descritas en el género Sigmoilina puede verse en el siguiente anexo.